# Caldwell Jones
Pour l’article homonyme, voir Jones.
Caldwell Jones, appelé quelquefois Pops Jones, est un joueur américain de basket-ball, né le 4 août 1950 et mort le 21 septembre 2014. Il joua trois saisons en American Basketball Association et 14 saisons en NBA.
Caldwell Jones (2,11 m) fit partie de la mythique équipe des 76ers de Philadelphie à la fin des années 1970 et au début des années 1980. Évoluant aux côtés de Julius Erving notamment, Jones n'avait pas un rôle de scoreur à Philadelphie, se concentrant sur le rebond, le contre et la défense. Disputant sa dernière saison à l'âge de 39 ans, il fut le cinquième plus vieux joueur de la NBA à jouer dans cette ligue. Il compila 10 068 points (en NBA et en American Basketball Association), en 1 227 rencontres.

## Biographie
Jones grandit à McGehee, Arkansas dans une famille de huit enfants. Trois de ses frères ont joué en NBA : Wil, qui disputa une saison avec les Pacers de l'Indiana et une avec les Braves de Buffalo, plus sept saisons avec trois équipes ABA, Major, qui disputa cinq saisons avec les Rockets de Houston, une avec les Pistons de Détroit et Charles jouant 15 saisons avec Philadelphie, les Bulls de Chicago, les Bullets de Washington, les Pistons de Detroit et les Rockets de Houston. Deux autres frères ont joué dans des ligues mineures de basket-ball. Oliver Jones fut le premier des frères Jones à évoluer à Albany State (qui devint par la suite entraîneur durant 28 années de l'école). Cinq frères, dont Caldwell, suivront. Durant 18 saisons consécutives, un membre de la famille Jones occupa la position de pivot à Albany.
Jones fut sélectionné à sa sortie de l'université d'État d'Albany par les 76ers de Philadelphie au 14e rang de la draft 1973.
Il commença sa carrière professionnelle en 1973–74 avec l'équipe ABA des San Diego Conquistadors, entraîné par Wilt Chamberlain. Durant ses trois saisons ABA (incluant de courts passages aux Kentucky Colonels et aux Spirits of St. Louis), Jones inscrivit 15,8 points, dont une pointe à 19,5 points par match en 1974–75. Jones fut le meilleur contreur de la ABA lors de la saison 1973-74 et participa le ABA All-Star Game 1975. Il détient (avec Julius Keye) le record du nombre de contres sur un match en ABA avec 12.
À l'issue de la fusion ABA-NBA au début de la saison 1976–77, Jones rejoignit Philadelphie. Lors de sa première saison, l'équipe fut particulièrement spectaculaire. Erving (21,6 points par match), George McGinnis (21,4), Doug Collins (18,3) et Lloyd B. Free (16,3) propulsant l'équipe à un bilan de 50 victoires - 32 défaites en saison régulière et une participation aux Finales NBA face aux Trail Blazers de Portland. Jones inscrivit 6,0 points et 8,1 rebonds.
Philadelphie finit en tête de l'Atlantic Division en 1977–78, mais s'inclina face à Washington en finale de Conférence Est. Jones inscrivit 5,4 points et 7,0 rebonds. Cette saison marqua l'émergence de Darryl Dawkins, partageant ainsi son temps de jeu au poste de pivot. En 1978–79, les 76ers s'inclinèrent face aux Spurs de San Antonio en demi-finales de conférence, Jones compilant 9,3 points et 9,6 rebonds. Les 76ers rejoignirent les Finales NBA en 1980. Erving compila 11,9 rebonds de moyenne par match, se classant à la 4e place de la ligue. Philadelphie s'inclina face aux Lakers de Los Angeles en Finales NBA.
Caldwell Jones et son coéquipier Bobby Jones furent sélectionnés dans la NBA All-Defensive Team lors des deux saisons suivantes, les Sixers participant de nouveau aux Finales NBA face aux Lakers en 1982, s'inclinant en six matchs. À l'issue de cette saison, les 76ers transférèrent Caldwell Jones aux Rockets de Houston contre Moses Malone. Les Sixers remportèrent le titre de champion la saison suivante.
Jones joua deux saisons à Houston (rejoignant son frère Major), une saison à Chicago, quatre à Portland et une à San Antonio, avant de mettre un terme à sa carrière en 1990.